# William Kwong Yu Yeung
William Kwong Yu Yeung (ook bekend als Bill Yeung) (Chinees: 楊光宇) is een in Hongkong geboren Canadese amateurastronoom met telescopen in de Verenigde Staten.
Yeung heeft een groot aantal planetoïden ontdekt en de komeet 172P/Yeung. Verder heeft hij het object J002E3 gelokaliseerd, waarvan men eerst dacht dat het een planetoïde was, maar waarvan nu vermoed wordt dat het een Saturnus V raketmotor betreft die Apollo 12 de ruimte in hielp. Yeung werkte voorheen vanuit het Rock Finder Observatory (IAU code 652) in Calgary, Alberta, en werkt nu in het Desert Beaver Observatory (IAU code 919) en het Desert Eagle Observatory (IAU code 333) in Arizona.